# Regressione nonlineare

Approssimazione di un set di osservazioni tramite polinomi di diversi gradi

In statistica la regressione non lineare è un metodo di stima di una curva interpolante un modello della forma:
{\displaystyle \ Y=f(X;\vartheta )+\varepsilon }
su un insieme di osservazioni (eventualmente multi-dimensionali), concernenti le variabili {\displaystyle \ X}, {\displaystyle \ Y}.

## Metodi di stima
Diversamente da quanto accade nel caso della regressione lineare, non esiste un metodo generale per determinare i valori dei parametri che garantiscono la migliore interpolazione dei dati. A tal fine, si ricorre a classi di algoritmi numerici di ottimizzazione, che a partire da valori iniziali, scelti a caso o tramite un'analisi preliminare, giungono a punti ritenuti ottimali. Si potrebbero avere dei massimi locali della bontà del fitting, in contrasto ancora con il caso della regressione lineare, in cui il massimo è di natura globale.

### Linearizzazione
Diversi modelli nonlineari possono essere linearizzati (cioè trasformati in modelli lineari, riducendo così l'onerosità numerica del problema di stima). Un esempio è dato dai modelli:
{\displaystyle \ Y=\alpha \exp \left\{\beta X\right\}}
e
{\displaystyle \ Y=\alpha X_{1}^{\beta }X_{2}^{\gamma }}
Il primo emerge naturalmente in una varietà di contesti, come soluzione di equazioni differenziali ordinarie; il secondo è tipico dell'ambito dell'economia e dell'econometria, come modello per la funzione di produzione. In entrambi i casi è possibile linearizzare i modelli applicando una trasformazione logaritmica.
I logaritmi nella regressione
| Caso    | Regressione                                                      | Interpretazione di {\displaystyle \beta _{1}}                                                                    |
| ------- | ---------------------------------------------------------------- | --- |
| lin-log | {\displaystyle Y_{i}=\beta _{0}+\beta _{1}\ln(X_{i})+u_{i}}      | Una variazione percentuale dell'1% in X determina una variazione pari a 0,01 {\displaystyle \beta _{1}} in Y.    |
| log-lin | {\displaystyle \ln(Y_{i})=\beta _{0}+\beta _{1}(X_{i})+u_{i}}    | Una variazione di un'unità in X (ΔX = 1) determina una variazione pari al 100 {\displaystyle \beta _{1}} % in Y. |
| log-log | {\displaystyle \ln(Y_{i})=\beta _{0}+\beta _{1}\ln(X_{i})+u_{i}} | Una variazione pari all'1% in X determina una variazione pari al {\displaystyle \beta _{1}} % in Y (elasticità). |

### Ulteriori metodi
Modelli di maggiore complessità, quali ad esempio quelli caratterizzati da equazioni trascendenti come {\displaystyle \ Y=A_{1}e^{B_{1}X}+A_{2}e^{B_{2}X}}, sono stimati tramite algoritmi più sofisticati. Diversi software matematici contengono librerie di ottimizzazione: Gauss, GNU Octave, MATLAB, Mathematica; sono inoltre ampiamente disponibili librerie di ottimizzazione per linguaggi avanzati quali C++ o Fortran.

## Chiarimenti sull'ambito di applicazione del metodo
Sovente si considera - erroneamente - che l'impiego del metodo dei minimi quadrati per stimare i parametri {\displaystyle \ \alpha }, {\displaystyle \ \beta }, {\displaystyle \ \gamma } in un modello del tipo:
{\displaystyle \ Y_{i}=\alpha X_{i}^{2}+\beta X_{i}+\gamma +\varepsilon _{i}}
costituisca un caso di regressione nonlineare. In realtà, l'aggettivo (non-)lineare è riferito ai parametri, non alla(e) variabile(i) dipendente(i), per cui il modello sopra è stimato tramite i minimi quadrati ordinari come un modello di regressione lineare; si veda al riguardo il relativo articolo.